# Doslovče
Doslovče este o localitate din comuna Žirovnica, Slovenia, cu o populație de 110 locuitori.